# 程以善
程以善，江西南昌府南昌县人。明朝初年政治人物。

## 生平
程以善为人淳谦，贫而力学。洪武十七年（1384年）江西乡试解元。洪武十八年（1385年）乙丑科联捷进士，官监察御史，卒。

## 參看
- 明朝解元列表